# Kiomonia affinis
Kiomonia affinis är en insektsart som beskrevs av Schmidt 1924. Kiomonia affinis ingår i släktet Kiomonia och familjen sköldstritar. Inga underarter finns listade i Catalogue of Life.